# Washington (New Jersey)
Washington est une ville américaine située dans le comté de Warren dans l’État du New Jersey. En 2010, sa population était de 6 461 habitants.

## Source de la traduction
- (en) Cet article est partiellement ou en totalité issu de l’article de Wikipédia en anglais intitulé « Washington, New Jersey » (voir la liste des auteurs).